# Iglesia de Nuestra Señora del Rosario (Vitória)
La Iglesia de Nuestra Señora del Rosário es un templo católico localizado en el centro histórico de la ciudad de Vitoria, en el estado brasileño de Espíritu Santo. Tombada en 1946 como Patrimonio Histórico por el Instituto del Patrimonio Histórico y Artístico Nacional (IPHAN), preserva las características originales de su construcción en estilo Barroco, retratando el periodo colonial prácticamente desaparecido en el centro histórico de la capital espíritu-santense

## Construcción
La construcción del templo fue iniciada en 1765 y duró dos años. Para su edificación fue utilizada mano de obra esclava. Construida en piedra y cal, su interior es compuesto por nave, capilla-mor, sacristía y un pasillo con huesos de antiguos integrantes de la hermandad de Nuestra Señora del Rosario de los Negros. La iglesia posee cuatro altares, el principal es de 1911 y abriga la imagen de la patrona.  El terreno fue donado por el capitán Felipe Gonçalves de Santos a la hermandad. Al lado de la Iglesia fue construida una casa de subasta con el objetivo de recaudar presupuestos para comprar la manumisión de esclavos.
En el siglo XIX la imagen de San Benedito fue robada del convento de San Francisco, actual Cúria Metropolitana de Victoria, y llevada para la Iglesia de Nuestra Señora del Rosario por los miembros de la hermandad y devotos, principalmente los esclavos que se identificaban con el santo, donde permanece hasta hoy. Ese episodio fue el inicio de los conflictos trabados entre los Peroás (los hermanos de la iglesia del Rosário) y Caramurus (los hermanos del Convento).

## Ubicación
La iglesia está alejada del núcleo original de la población de Vitória, posiblemente por el hecho de varios esclavos participaban de los cultos, lo que confirió al templo el nombre de Iglesia de Nuestra Señora del Rosario de los Negros. Al lado de la iglesia fue construido un cementerio para garantizar un lugar de descanso a los hermanos negros, pues en la época los cementerios públicos no aceptaban los cuerpos de los negros aunque hubieran ganado la libertad antes de la muerte.
Actualmente existe en el local un pequeño museo que rescata toda la historia de la iglesia, piezas sacras y antiguas indumentarias utilizadas por la hermandad de San Benedicto y una anda que pesa aproximadamente 400 kg usado por los fieles durante las famosas procesiones.